# Jazz Jackrabbit
Jazz Jackrabbit es una serie de videojuegos con Jazz Jackrabbit como protagonista, una liebre  antropomorfa verde, que lucha con su nemesis Devan Shell, que es una tortuga, en una parodia de la fábula de La liebre y la tortuga. Creado por Cliff Bleszinski y desarrollado por Epic MegaGames, la serie debutó en 1994 en PC. La serie tiene dos juegos para PC y uno para consolas portátiles. Jazz Jackrabbit era originalmente la mascota de Epic Games

## Juegos

### Jazz Jackrabbit (1994)
La primera aventura de Jazz Jackrabbit desarrollada y distribuida por Epic Games para PC en DOS. Jazz debe rescatar a la princesa Eva Earlong, que ha sido secuestrada por su nemesis. El juego fue muy popular y fue nominado Juego Arcade del Año.

### Jazz Jackrabbit 2 (1998)
La secuela fue desarrollada por Orange Games, producida por Epic Games y distribuida en 1998 por Gathering of Developers en América del Norte y por Project 2 en Europa. Jazz y su hermano, Spaz, deben recuperar el anillo de bodas de la princesa Eva. A pesar del moderado recibimiento en Europa, fue la primera vez en que Gathering of Developers perdió dinero.

### Jazz Jackrabbit 3 (no publicado)
Jazz Jackrabbit 3 es un proyecto fallido de World Tree Games. El juego fue cancelado en el año 2000 cuando Epic Games no logró encontrar una distribuidora. El argumento trataba de Jazz entrando en la máquina dimensional de Devan en un Carrotus tridimensional para salvar a sus hijos y eliminar el caos que habría creado Devan en el camino.

### Jazz Jackrabbit (2002)
Desarrollado por Game Titan y publicado por Jaleco bajo licencia de EpicGames, se publicó para Game Boy Advance en 2002. Fue muy polémico entre los fanes, debido a sus numerosos cambios, orientado a la ciencia ficción cósmica al estilo Star Wars. La aparencia de Jazz fue cambiada, perdiendo su tradicional pañuelo, su mochila y pulseras teniendo ahora un aspecto similar a Han Solo del universo Star Wars. La princesa Eva no aparece y Devan Shell, tiene un aspecto similar a Darth Vader con el nombre Dark Shell.

### Otras apariciones
En diciembre de 2010, Epic Games lanzó kits de desarrollo del Unreal Engine para iOS. En uno de los tutoriales aparecía Jazz Jackrabbit en un juego de tiros.
Jazz, junto a Eva y Devan, hicieron un cameo en One Must Fall: 2097, desarrollado por Diversions Entertainment y publicado por EpicGames.